# 刘音 (胶东王)
刘音（前1世纪—前29年），西汉胶东戴王刘通平子。始元五年（公元前82年）袭封胶东王。建始四年（公元前29年）去世，谥号顷。子刘授袭封。
其余诸子羊石顷侯刘回、石乡炀侯刘理、新成节侯刘根、上乡侯刘歙、昌乡侯刘宪、顷阳侯刘共、乐阳侯刘获、平城釐侯刘邑、密乡顷侯刘林、乐都炀侯刘䜣。